# 新堂奈槻
新堂奈槻（しんどう・なつき） - 8月12日生まれ獅子座O型 - は、日本の小説家。東京都在住。
1993年小説ウィングス7号（新書館）「テロリスト」でデビュー。デビュー作である「テロリスト」シリーズ他、3作が山田睦月によって漫画化されている。現在、小説ウィングスに「FATAL ERROR」シリーズを連載中。

## 作品リスト（商業誌）
括弧内人名はイラストレーター。

### 新書館
- ウィングス文庫 -
- 「FATAL ERROR」シリーズ（押上美猫）
  - 復活 FATAL ERROR (1)
  - 異端 FATAL ERROR (2)
  - 契約 FATAL ERROR (3)
  - 信仰 上巻 FATAL ERROR (4)
  - 信仰 下巻 FATAL ERROR (5)
  - 悪夢 FATAL ERROR (6)
  - 遠雷 FATAL ERROR (7)
  - 崩壊 FATAL ERROR (8)

- THE BOY'S NEXT DOOR (1) （あとり硅子）

- ウィングス・ノヴェルズ -
- 「テロリスト」シリーズ 全3巻（山田睦月）
  - 人形使い1 テロリスト (1)
  - 人形使い2 テロリスト (2)
  - 人形使い3 テロリスト (3)

- 「FATAL ERROR」シリーズ（押上美猫）
  - 復活 FATAL ERROR (1)
  - 異端 FATAL ERROR (2)

- ディアプラス文庫 -
- 君に会えてよかった (1)（蔵王大志）
- 君に会えてよかった (2)（蔵王大志）
- 君に会えてよかった (3)（蔵王大志）
- ぼくはきみを好きになる?（あとり硅子）（1999/2）
- one coin lover
- タイミング

### 講談社
- 講談社X文庫ホワイトハート -（麻々原絵里依）
- ロマンスの震源地（1996/5）
- ロマンスの震源地2 上（2000/3）
- ロマンスの震源地2 下（2000/3）
- 転校生（1996/10）
- 夢におかえりなさい（1998/3）
- もっとずっとそばにいて（1999/2）
- 11月は通り雨（2003/5）

## 作品リスト（漫画原作）
漫画化はすべて山田睦月による。（雑誌に数ページのみ掲載された特集関連作品を除く）

### 新書館
- ウィングスコミックス -
- 『THE GHOST OF MY LIFE』（1993年）収録
  - THE GHOST OF MY LIFE
- 『オーダーメイド・パラダイス』（1997年）収録
  - オーダーメイド・パラダイス（「テロリスト」シリーズ番外編）
- 『AS YOU WISH』（2000年）収録
  - AS YOU WISH